# Andreas Jungdal
Andreas Kristoffer Jungdal (Singapore, 22 februari 2002), is een Deens voetballer die als doelman speelt. Hij komt sinds 2025 uit voor KVC Westerlo.
3 Haidara ·
7 Sayyadmanesh ·
8 Sydorchuk ·
9 Frigan ·
10 Cordero ·
13 Sakamoto ·
14 Vaesen ·
17 Smekens ·
18 Yow ·
19 Fixelles ·
20 Gillekens ·
21 Bernát ·
22 Reynolds ·
23 Seigers ·
23 Mbamba ·
25 Rommens ·
30 Van Langendonck ·
31 Annell ·
33 Neustädter ·
34 Haspolat ·
39 Van den Keybus ·
40 Bayram ·
46 Piedfort ·
49 Placias ·
73 Lapage ·
77 Alcócer ·
90 Ferri ·
99 Jungdal ·
Bolat ·
Mebude ·
Gouré ·
Coach: Charaï